# 堺田越
堺田越（さかいだごえ）は、山形県最上郡最上町と宮城県大崎市の間にある峠である。別名中山峠とも呼ばれる。標高350m。

## 概要
国道47号が走っており、峠の頂上に最上町堺田集落があり、JR東日本陸羽東線堺田駅がある。この集落は、分水嶺の真上に存在する集落であり、堺田駅前には、ほとんど見られない「地上に露出した分水嶺」がある。ある一本の水路が、流れるうちに自然に日本海側と太平洋側に分かれる水路である。
非常になだらかな峠であり、奥羽山脈を横断する峠の中でも標高が低い方である。そのため、最上町にやませが流れ込みやすく、標高の低さが逆に冷害の原因になっているといわれる。
道路も非常に直線的であり、並行する国道に比べて最も状態が良いため、仙台市や大崎市から、新庄市を経由して庄内地方や秋田県に向かう特大トラックが、堺田越に比べて走行が難しいとされる、国道48号 - 月山道路ルートや、国道108号鬼首道路を避けて頻繁に走っている。
古来より、現在の仙台市から大和町、加美町、大崎市岩出山を経て太平洋と日本海を結ぶ重要な峠であり、舟形街道の清水河港から最上川を舟で下って酒田港にいたるルートは、物流のルートとしても、旅のルートとしても使われた。仙台藩（尿前の関）と新庄藩（笹森口留番所）がそれぞれ関所を設けていた。江戸時代には俳人松尾芭蕉が、関所番人宅である封人の家（旧有路家住宅）に逗留し、「蚤虱（のみしらみ）馬の尿（しと/ばり）する枕元」の句を詠んだ。
現在も往時の街道が残されており、「出羽仙台街道」として、大崎市尿前の関から最上町笹森集落まで旧街道を探索することができる。